# 우점

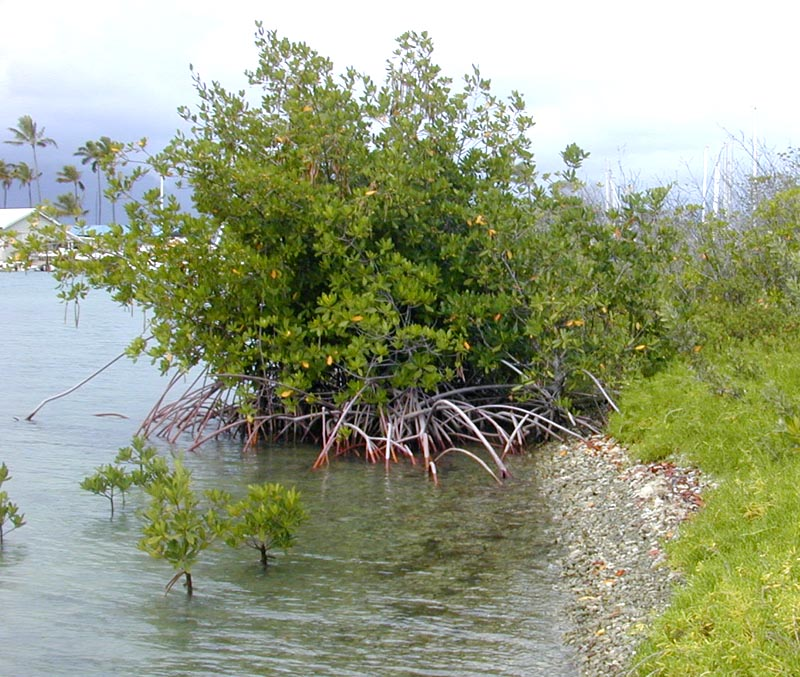
열대 조수 늪의 우점종인 맹그로브

우점(優占, 영어: prevalent 혹은 영어: dominant)이라는 용어는 주로 생물학 관련 분야에서 사용되며, 우선적으로 혹은 우위를 점하여 지역적 환경에서 가장 많은 개체수를 이룬 군집(종)의 상태를 말한다. 우세종 또는 우점종(優占種), 우위종(優位種)은 특정 종의 수가 많아지거나 세력이 커져 생태계에서 우세한 지위를 갖는 종을 말한다. 생태계 내의 종의 구성과 여러 환경은 우세종의 영향을 받는다. 우점의 기준은 주로 개체수 혹은 차지한 환경의 공간적 비율을 근거로 한다.
생존을 위해 소비하는 한정자원을 함께 공유하는 종 간의 경쟁적 상황에 있어, 대개의 경우 한가지 종이 우점을 이루게 되면 경쟁종은 자리를 잡지 못하고 밀려나게 되기에, 되도록 먼저 해당 환경에 정착할 조건 및 동등 조건 경쟁 상황에서 생존력 및 적응력이 뛰어나 경쟁종보다 번성할 조건을 갖추어야 우점종이 될 수 있다.
동식물학에서는 군집 환경 내에서 가장 수가 많거나 넓은 면적을 차지하고 있는 종(혹은 성별)을 칭하며, 해당 생태계의 성격을 결정하기도 하여 군집 분류 체계도 세워진다.
미생물학 및 생리학에서는 장기내 균종 분포, 효소 기작, 생리 회로의 길항작용 등에 있어서 더 우위를 차지하는 상태를 논하며 전체 기관의 작용 기작을 좌지우지할 수 있으므로, 초기에 유리한 쪽으로 유도하는 기술적 시도가 개발/상용화 되기도 한다.
우점 상태에 대한 대표적인 예로 발효식품의 경우, 식품 내에 유익균이 우점되도록 유도하여 인체에 무해한 (혹은 더 나아가 유익한) 유산균이 우위를 점하게 되면 해로운 균종 (부패 균종) 발생 및 증식이 억제되기에 원래의 상태보다 저장 기간이 늘어나고 섭취시 장내 미생물 구성을 유익한 쪽으로 도와서 소아장애가 일어나지 않도록 돕게 된다. 발효식품의 기능적 의의는 그 외에도 다양한데, 주로 섬유질 성분의 해체로 인한 부드러움과 소화 용이성, 발효균종의 산물로 인한 풍미 및 기능성 물질 생성 등에 기반한다.